# Пам'ятна медаль «25 років виведення військ з Афганістану»

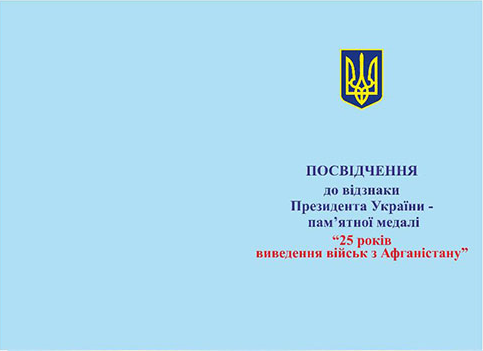
Посвідчення до медалі (обкладинка)

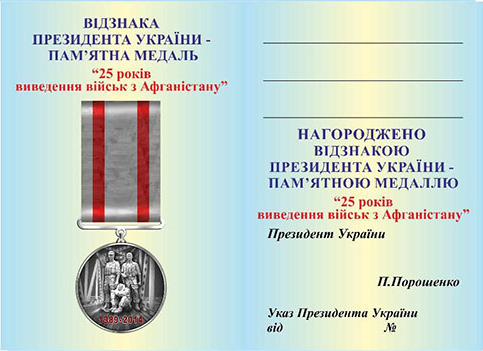
Посвідчення до медалі з підписом П.Порошенка

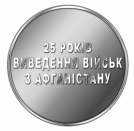
Реверс медалі

Пам'ятна медаль «25 років виведення військ з Афганістану» — державна нагорода України — відзнака Президента України, що встановлена на відзначення 25-ї річниці виведення військ колишнього Союзу РСР із Республіки Афганістан для нагородження учасників бойових дій на території Республіки Афганістан у період 1979—1989 років та інвалідів війни з їх числа.

## Історія нагороди
Відзнака Президента України — пам'ятна медаль «25 років виведення військ з Афганістану» заснована Указом Президента України В. Ф. Януковича 14 лютого 2014 року. Тим сами указом було постановлено нагородити пам'ятною медаллю учасників бойових дій на території Республіки Афганістан у період 1979—1989 років та інвалідів війни з їх числа.
Указом також було доручено Кабінету Міністрів України, Державному управлінню справами разом із Національним банком України забезпечити виготовлення медалі, посвідчень та футлярів до неї.
Медаль була встановлена під час перемир'я у Європейській революції в Україні; невдовзі силове протистояння було поновлене; через тиждень після оприлюднення Указу Янукович був відсторонений від влади.
Пізніше у 2014 році Міністерство соціальної політики України підготувало проект Указу Президента України "Про втрату чинності Указу Президента України від 14 лютого 2014 року № 79 «Про встановлення відзнаки Президента України — пам'ятної медалі „25 років виведення військ з Афганістану“»". Голова Української спілки ветеранів Афганістану С. В. Червонописький звернувся до Президента України Петра Порошенка з проханням дати доручення щодо внесення необхідних змін до Указу В. Ф. Януковича, або його скасування та видання акту у новій редакції, з встановленням реальних термінів виконання з урахуванням нової політичної і економічної ситуації в державі.
20 жовтня 2014 року на нараді у Міністерстві соціальної політики України з представниками Всеукраїнських громадських об'єднань ветеранів було прийнято рішення про вжиття додаткових заходів з метою виготовлення та вручення медалей ветеранам війни в Афганістані.
18 листопада 2014 року Президент України Петро Порошенко під час зустрічі з членами Всеукраїнської асоціації ветеранів Афганістану нагородив 38 воїнів-«афганців» пам'ятними медалями «25 років виведення військ з Афганістану» за значний особистий внесок в розвиток ветеранського руху, патріотичного виховання молоді та з нагоди відзначення в Україні року учасників бойових дій на території інших держав. Також був оприлюднений Указ Президента України № 765/2014 від 10 жовтня 2014 року «Питання нагородження відзнакою Президента України — пам'ятною медаллю „25 років виведення військ з Афганістану“», яким були знов затверджені Положення про відзнаку, малюнок відзнаки та зразок бланка посвідчення; виключений пункт Указу В. Януковича щодо нагородження; знов постановлено нагородити відзнакою Президента України — пам'ятною медаллю «25 років виведення військ з Афганістану» учасників бойових дій на території Республіки Афганістан у період 1979—1989 років та інвалідів війни з їх числа.

## Положення про пам'ятну медаль «25 років виведення військ з Афганістану»
- Відзнакою Президента України — пам'ятною медаллю «25 років виведення військ з Афганістану» нагороджуються учасники бойових дій на території Республіки Афганістан у період 1979—1989 років та інваліди війни з їх числа.
- Вручення пам'ятної медалі проводиться в урочистій обстановці Президентом України або від його імені керівниками центральних органів виконавчої влади, Головою Ради міністрів Автономної Республіки Крим, головами обласних, Київської та Севастопольської міських державних адміністрацій, керівниками закордонних дипломатичних установ України.
- Особі, нагородженій пам'ятною медаллю, разом із медаллю вручається посвідчення встановленого зразка.
- Вручення пам'ятної медалі відбувається згідно зі Списком осіб, представлених до нагородження пам'ятною медаллю, який складається та затверджується відповідно центральними органами виконавчої влади, Радою міністрів Автономної Республіки Крим, обласними, Київською та Севастопольською міськими державними адміністраціями.
- Підставою для включення до Списку є документи, які підтверджують відповідно до законодавства статус особи — учасника бойових дій на території Республіки Афганістан у період 1979—1989 років та інваліда війни з їх числа.

## Опис пам'ятної медалі «25 років виведення військ з Афганістану»
- Пам'ятна медаль має форму кола діаметром 32 мм сріблястого кольору з випуклим бортиком по краю.
- На лицьовому боці пам'ятної медалі в центрі на тлі стилізованого зображення мосту Хайратон — фігури трьох воїнів-інтернаціоналістів (фрагмент Меморіалу (пам'ятника) воїнам України, полеглим в Афганістані, місто Київ), у нижній частині розміщено напис червоним кольором — «1989-2014».
- На зворотному боці пам'ятної медалі напис у три рядки: «25 РОКІВ ВИВЕДЕННЯ ВІЙСЬК З АФГАНІСТАНУ»
- Пам'ятна медаль з'єднується з прямокутною колодкою, обтягнутою стрічкою, за допомогою кільця з вушком. Розміри прямокутної колодки до медалі — 28×42 мм, фігурної дужки та заокругленого виступу до колодки — відповідно 30×2 мм та 2 мм.
- Стрічка до пам'ятної медалі муарова, шириною 28 мм, сірого кольору з двома поздовжніми червоними смужками шириною по 4 мм на відстані 4 мм від країв стрічки. Планка до пам'ятної медалі, розміром 28×12 мм, обтягнута стрічкою такого ж кольору.
- Пам'ятна медаль кріпиться до одягу за допомогою застібки, що знаходиться на зворотному боці колодки, із запобіжником.
- Пам'ятна медаль виготовляється методом штампування з нейзильберу з патинуванням.

## Послідовність розміщення знаків державних нагород України
- Відзнака Президента України — пам'ятна медаль «25 років виведення військ з Афганістану» — на лівому боці грудей після відзнаки Президента України — ювілейної медалі «25 років незалежності України».